# Joint InterAgency Task Force-South
Le Joint InterAgency Task Force-South (JIATF-S) est une force opérationnelle (task force) des forces armées américaines basée à la Naval Air Station Key West de Floride. Elle travaille en coopération avec d'autres États, dont la France, l'Espagne, les Pays-Bas, la Colombie et le Venezuela.
Le JIATF-S est chargé des opérations de surveillance et de répression du trafic de stupéfiants (notamment de cocaïne). Associé avec le United States Southern Command, il est dirigé par des officiers de la Coast Guard.

## Histoire
Une loi de 1989, le FY 1989 National Defense Authorization Act, a désigné le département de la Défense comme l'agence principale chargée de la détection et de la supervision des programmes ciblant le narco-trafic aérien et maritime. Trois unités, CJTF-4 (Commander Joint Task Force FOUR) à Key West, CJTF-5 à Alameda (Californie, et CJTF-6 à El Paso (Texas) ont alors été établies pour surveiller l'océan Atlantique, les Caraïbes, le Pacifique et la frontière américano-mexicaine. Ces unités sont en opération depuis octobre 1989.
La directive présidentielle no 14, promulguée par Bill Clinton le 3 octobre 1993, a conduit à une réorganisation des unités militaires américaines de surveillance et de contrôle du trafic de stupéfiants. Le directeur de l'Office of National Drug Control Policy (en), Lee Brown, a signé le 7 avril 1994 le National Interdiction Command and Control Plan, qui instaurait trois forces opérationnelles nationales (JIATF East à Key West, en Floride; JIATF South à Panama, et JIATF West à Alameda, en Californie) .
Le Commandant en chef de l'USSOUTHCOM étendit le 1er juin 1997 sa zone d'opérations afin d'inclure les Caraïbes et les eaux proches de l'Amérique du Sud, prenant dans le même temps la direction de JIATF East. En accord avec le traité du canal de Panama de 1997, qui exigeait le retrait complet des troupes militaires américaines de Panama fin 1999, le Pentagone décida de fusionner JIATF South et JIATF East (c'est-à-dire l'unité de Floride et l'unité panaméenne), fusion achevée le 1er mai 1999.

## Coopération internationale
Treize États participent à cette force opérationnelle en ayant au sein de l'agence au moins un Officier de liaison : Argentine, Brésil, Canada, Colombie, Équateur, Salvador, France (OCRTIS & COMSUP), Mexique, Pays-Bas, Pérou, Espagne (UDYCO), Royaume-Uni, et Venezuela. Les pays européens ayant des territoires dans les Caraïbes jouent un rôle particulier, ainsi, le Commandement de la marine des Pays-Bas aux Caraïbes (CZMCARIB) est chargé de commander le Task Group 4.4 alors que depuis juin 2008 le COMSUP Antilles se voit confier le commandement d’un nouveau Task Group au sein de la force (TG 4.6).

## Direction actuelle
Directeur : contre-amiral Joseph L. Nimmich, USCG
Vice directeur : contre-amiral lower half Samuel Perez, USN
Chief of Staff : colonel Kevin Fox, USAF
Command Master Chief : MCPO Lloyd A. Pierce, USCG